# Matthew Maty
Matthew Maty (17 mai 1718 - 2 juillet 1776), à l'origine Matthieu Maty, est un médecin et écrivain néerlandais d'origine huguenote, et après avoir émigré en Angleterre, secrétaire de la Royal Society et deuxième bibliothécaire principal du British Museum.

## Jeunesse
Fils de Paul Maty, il est né à Montfoort, près d'Utrecht, aux Pays-Bas, le 17 mai 1718. Son père est un réfugié protestant de Beaufort, Provence. Il s'établit en République hollandaise et devient ministre de l'église wallonne de Montfoort, puis catéchiste à La Haye, mais est démis de ses bénéfices et excommunié par les synodes de Kampen et de La Haye en 1730 pour avoir maintenu, dans une lettre sur "Le Mystère de la Trinité' à De la Chappelle, que le Fils et le Saint-Esprit sont deux êtres finis créés par Dieu, et à un certain moment unis à Lui. Après de vaines protestations contre la décision des synodes, il se réfugie en Angleterre, mais ne parvient pas à y trouver patronage, et doit retourner à La Haye, d'où ses ennemis le chassent à Leyde. Il vit à Leyde avec son frère Charles Maty, compilateur d'un Dictionnaire géographique universel (1701 et 1723, Amsterdam), en 1751, alors âgé de soixante-dix ans. Il retourne ensuite en Angleterre et vit avec son fils à Londres, où il meurt le 21 mars 1773.
Matthew entre à l'Université de Leyde le 31 mars 1732 et obtient son doctorat en 1740, le sujet de sa thèse inaugurale (qui montre l'influence de Montesquieu) étant «Coutume». Une version française de l'original latin, fortement modifiée, parait à Utrecht en 1741 sous le titre « Essai sur l'usage », et attire l'attention. Il obtient également son diplôme de médecine à Leyde, le 11 février 1740, avec une thèse parallèle, «De Consuetudinis Efficacia in Corpus Humanum».

## En Angleterre
En 1741, il vient à Londres, en Angleterre, et s'installe comme médecin. Il fréquente un club qui compte parmi ses membres les docteurs James Parsons (médecin), Peter Templeman, William Watson et John Fothergill, et se réunit tous les quinze jours au cimetière St Paul, mais commence bientôt à consacrer son énergie à la littérature. Il commence en 1750 la publication du bimensuel Journal Britannique, imprimé à La Haye, et rend compte en français des principales productions de la presse anglaise. Le "Journal", qui a une diffusion considérable aux Pays-Bas, sur le Rhin, à Paris, à Genève, à Venise et à Rome, ainsi qu'en Angleterre, devient entre les mains de Maty un instrument d'éloge ; et il continue à illustrer, selon les mots d'Edward Gibbon, « le goût, la connaissance et le jugement de Maty » jusqu'en décembre 1755, date à laquelle il l'a présenté à un large cercle d'amis littéraires.

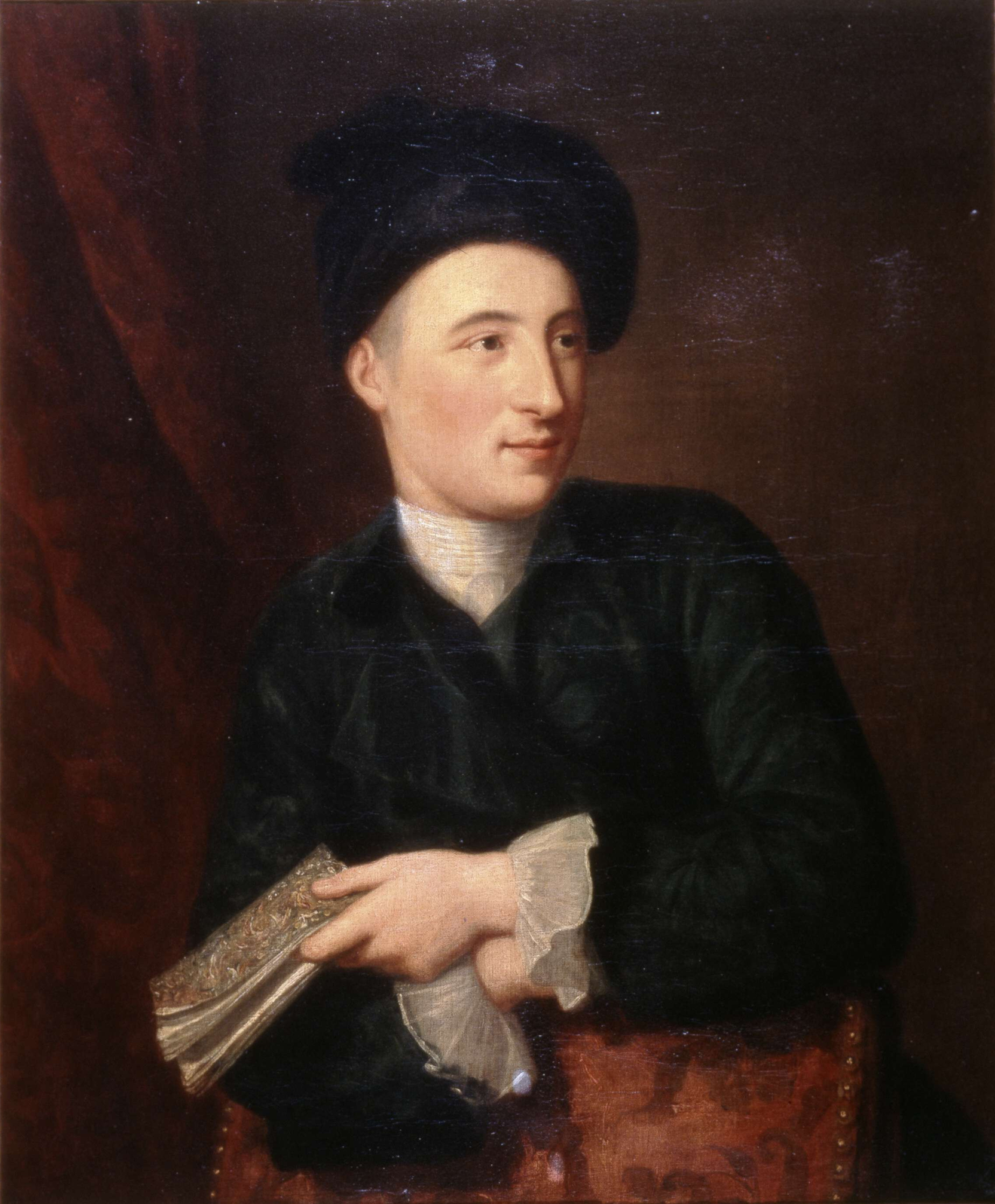
Matthieu Maty représenté en 1750

Il est élu Fellow de la Royal Society le 19 décembre 1751, et en 1753, lors de la création du British Museum, il est nommé, avec James Empson, sous-bibliothécaire, la nomination étant confirmée en juin 1756. Gibbon décrit Maty comme l'un des derniers disciples de l'école de Fontenelle et révise son Essai sur l'étude de la littérature conformément aux conseils de Maty, inquiet à l'idée que son français, acquis à Lausanne, puisse paraître provincial plutôt que parisien . Maty est cependant en mauvais termes avec Samuel Johnson après quelques commentaires dans son «Journal»; lorsque son nom est mentionné en 1756 par le Dr William Adams comme assistant approprié dans la revue de littérature projetée, le seul commentaire de Johnson est : « Le petit chien noir ! Je le jetterais d'abord dans la Tamise. Il entretenait des rapports fréquents avec Hans Sloane et d'autres scientifiques, est un partisan de l'inoculation et, contre les doutes quant à son efficacité, l'expérimente sur lui-même.
Le 1er mars 1760, il postule sans succès auprès du duc de Newcastle pour le poste de secrétaire de la Royal Society of Arts, mais il est élu en mars 1762 secrétaire aux Affaires étrangères de la Royal Society, en succession du Dr James Parsons. Il est à cette époque membre d'une société littéraire qui comprend John Jortin, Wetstein, Ralph Heathcote (en), De Missy et Thomas Birch. A la démission du poste par Birch (qui meurt quelques mois plus tard et en fait son exécuteur testamentaire), Maty est, le 30 novembre 1765, nommé secrétaire de la Royal Society. Il est dans la même année admis au Collège royal des médecins.
En 1772, à la mort de Gowin Knight, Maty est nommé son successeur comme bibliothécaire principal du British Museum. En sa qualité de bibliothécaire en chef, il met, comme son prédécesseur, des difficultés sur le chemin des visiteurs. Il achète un certain nombre de livres précieux pour le Musée lors de la vente d'Anthony Askew en 1775. Maty meurt le 2 juillet 1776. Ses livres sont vendus en 1777 par Benjamin White.

## Œuvres
- Ode sur la rébellion en Écosse, Amsterdam, 1746.
- Essai sur le Caractère du Grand Médecin, ou Eloge Critique de M. Herman Boerhaave, Cologne, 1747.
- Authentic Memoirs of the Life of Richard Mead, MD, Londres, 1755, développé à partir d'un mémoire dans le 'Journal Britannique.'

Ses contributions aux Philosophical Transactions sont énumérées dans la Biblioteca Britannica de Robert Watt . Il achève pour la presse la Vie de John Ward de Thomas Birch, publiée en 1766, et traduite du français Un discours sur l'inoculation, lu devant l'Académie royale des sciences de Paris, le 24 avril 1754, par M. La Condamine, avec une préface, postface et notes, 1765, et Nouvelles observations sur l'inoculation, par le docteur Garth, professeur de médecine à Paris, 1768.
Au moment de sa mort, Maty avait presque terminé les Mémoires du comte de Chesterfield, assisté de Solomon Dayrolles  qui sont achevés par son gendre Justamond, et annexés aux Travaux divers, 2 vol., 1777 de Philip Stanhope, 4e comte de Chesterfield. Maty a été l'un des exécuteurs testamentaires de Chesterfield.

## Famille
Il se marie deux fois : d'abord avec Elizabeth Boisragon, dont il a un fils Paul Henry Maty, et trois filles, dont Louisa (décédée en 1809) épousa Rogers (1732-1795), fils unique de John Jortin, et Elizabeth épouse de John Obadiah Justamond, chirurgien de l'hôpital de Westminster, et traducteur de "l'histoire des Indes orientales et occidentales " de l'abbé Raynal. Il se remarie avec Mary Deners.